# 5964 Johnjunkins
5964) Johnjunkins eller 1990 QN4 är en asteroid i huvudbältet som upptäcktes den 23 augusti 1990 av den amerikanske astronomen Henry E. Holt vid Palomarobservatoriet. Den är uppkallad efter John L. Junkins.
Asteroiden har en diameter på ungefär 13 kilometer.